# COMMD8
COMMD8 (англ. COMM domain containing 8) – білок, який кодується однойменним геном, розташованим у людей на 4-й хромосомі. Довжина поліпептидного ланцюга білка становить 183 амінокислот, а молекулярна маса — 21 090.
| 10         |  | 20         |  | 30         |  | 40         |  | 50         |
| ---------- |  | ---------- |  | ---------- |  | ---------- |  | ---------- |
| MEPEEGTPLW |  | RLQKLPAELG |  | PQLLHKIIDG |  | ICGRAYPVYQ |  | DYHTVWESEE |
| WMHVLEDIAK |  | FFKAIVGKNL |  | PDEEIFQQLN |  | QLNSLHQETI |  | MKCVKSRKDE |
| IKQALSREIV |  | AISSAQLQDF |  | DWQVKLALSS |  | DKIAALRMPL |  | LSLHLDVKEN |
| GEVKPYSIEM |  | SREELQNLIQ |  | SLEAANKVVL |  | QLK        |  |            |

A: Аланін

C: Цистеїн

D: Аспарагінова кислота

E: Глутамінова кислота

F: Фенілаланін

G: Гліцин

H: Гістидин

I: Ізолейцин

K: Лізин

L: Лейцин

M: Метіонін

N: Аспарагін

P: Пролін

Q: Глутамін

R: Аргінін

S: Серин

T: Треонін

V: Валін

W: Триптофан

Задіяний у таких біологічних процесах, як транскрипція, регуляція транскрипції. 
Локалізований у цитоплазмі, ядрі.